# アメリカン・ゴシック
『アメリカン・ゴシック』（英: American Gothic）は、アメリカ合衆国の画家グラント・ウッドが1930年に描いた油絵である。シカゴ美術館が所蔵している。
平屋の古風な家の前に三叉のピッチフォークを手にして立っている農夫と、その側に立つ農夫の娘（しばしば農夫の妻と間違われる）が描かれている。この家はアイオワ州エルドンにある「ディブル邸」で、現在は「アメリカン・ゴシック・ハウス」と呼ばれている。タイトルは、この家の建築様式であるカーペンター・ゴシックにちなんだものである。
この作品は20世紀のアメリカの絵画の中で最も有名なものの一つであり、アメリカの大衆文化において様々なパロディ化がなされている。

## 製作

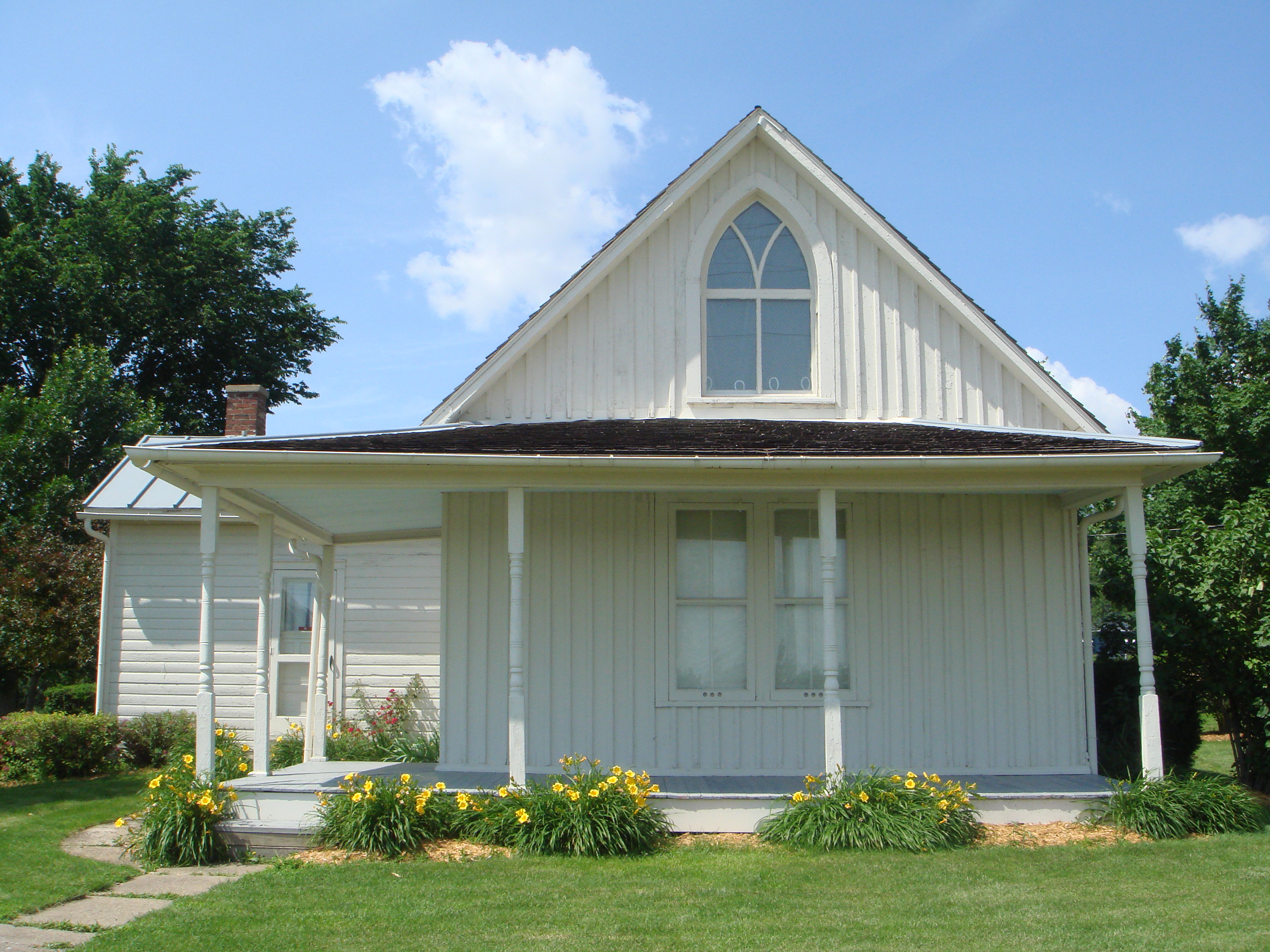
ディブル邸（アイオワ州エルドン）

1930年8月、アイオワ州シーダーラピッズに住むウッドは、地元の画家ジョン・シャープの案内でアイオワ州エルドンをドライブしていた。絵の題材を求めていたウッドは、「ディブル邸」と呼ばれるカーペンター・ゴシック様式の小さな白い家に目を留めた。シャープの弟によれば、ウッドはこのドライブ中に封筒の裏にこの家をスケッチした。ダレル・ガーウッドによるウッドの伝記によれば、ウッドは「このような脆い骨組みの家にゴシック様式の窓をつけるのは、取ってつけたような気取った形態だ」と思ったという。
当時、ウッドはこの家を「アイオワ州の農場にあるボール紙のような骨組みの家」の一つとして分類し、「非常に絵に描きたくなる」と評していた。当時のこの家の所有者であるセルマ・ジョーンズ＝ジョンストンとその家族の了承を得て、ウッドは板紙に油彩で前庭からスケッチを描いた。スケッチでは、急勾配の屋根と長い窓が描かれ、これは最終的な作品にも特徴的に描かれているが、窓は実際のものよりも顕著に先が尖って描かれていた。
ウッドはこの家を、「その家にはこんな人たちが住んでいるはずだ」と考えた農夫とその娘と一緒に描くことにした。娘のモデルにはウッドの妹のナン・ウッド・グラハム（1899年 - 1990年）を起用し、20世紀のアメリカーナを想起させるようなコロニアル柄のエプロンを着せた。このエプロンは、ウッドがナンに作らせたものである。ウッドは、その時代を反映させて縁にリックラックを入れるよう求めたが、リックラックは既に店で買うことができなかったため、母の古いドレスから外してエプロンにつけた。農夫のモデルには、ウッド家の掛かりつけ歯科医でシーダーラピッズ出身のバイロン・マッキービィ(Dr. Byron McKeeby、1867年 - 1950年)を起用した。マッキービィにはオーバーオールの上にジャケットを羽織らせ、右手にピッチフォークを持たせた。ナンによれば、ウッドは2人を夫婦ではなく親子として想定しており、ウッドが1941年にネリー・サドゥース夫人に宛てた手紙でも「彼と一緒にいるすました女性は、成長した彼の娘です」と書かれている。
ウッドがスケッチに人物を加えたのは、シーダーラピッズのアトリエに戻った後だった。またウッドは、絵を描いている途中でこの家の写真を送ってもらっただけで、エルドンを再訪することはなかった。
この絵の構成要素は、ゴシック様式の家の垂直の線を強調している。農夫のオーバーオールのシャツの縫い目、家の屋根の下にある縦長の窓の枠、面長の農夫の輪郭などに、直立した三叉のピッチフォークと類似の意匠が現れている。
家のポーチに置かれた植物はサンセベリアとベゴニアであり、ウッドが1929年に描いた自身の母親の肖像画『植物と女』にも描かれている。

## 公開と反響

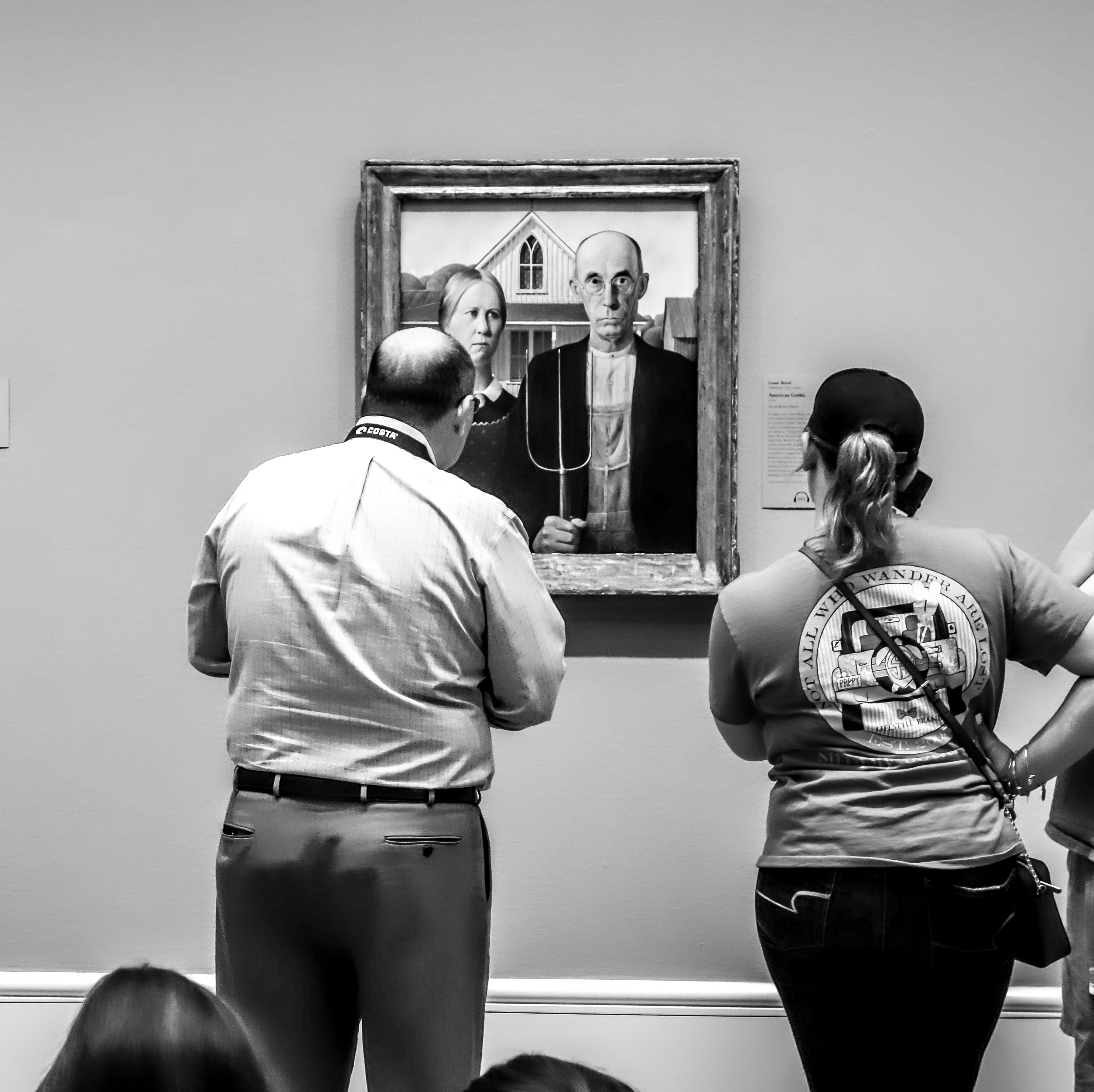
展示された『アメリカン・ゴシック』を見る人々

ウッドはこの作品をシカゴ美術館の展覧会に出品した。ある審査員は「コミカルなバレンタイン」と酷評したが、美術館の後援者がその審査員を説得して、ウッドに銅メダルと賞金300ドルを授与した。この後援者は美術館に対してこの作品を購入するよう要請し、今もシカゴ美術館の所蔵品となっている。
この作品は、発表直後に『シカゴ・イブニング・ポスト』で紹介され、その後、ニューヨーク、ボストン、カンザスシティ、インディアナポリスの新聞にも掲載された。しかし、シーダーラピッズの新聞『ガゼット』で紹介されると、住民たちから、自分たちが「やつれて、険しい表情をした、清教徒的な聖書崇拝者」として描かれているとして反発が起こった。ウッドは、これはアイオワ州の住民を風刺したものではないと反論し、アイオワ州に対する感謝の気持ちを描いたのだと述べた。1941年の手紙の中でウッドは、「一般的に、この絵に憤慨している人々は、自分がこの絵に似ていると感じているのだということがわかった」と述べている。
ガートルード・スタインやクリストファー・モーリーなどの、この作品に好意的だった美術批評家たちも、これは田舎の小さな町の生活を風刺したものだと考えていた。当時、シャーウッド・アンダーソンの小説『ワインズバーグ・オハイオ』（1919年）、シンクレア・ルイスの『本町通り』（1920年）、カール・ヴァン・ヴェクテンの『刺青のある伯爵夫人』（1924年）などのように、アメリカの田舎を批判的に描く傾向が強まる流れがあり、この作品もその一部として理解されたのである。
しかし、この作品が描かれてからすぐに世界恐慌が深刻化すると、この作品は西部開拓時代の揺るぎない開拓者精神を描いたものだとみなされるようになった。当時のウッドは、東海岸が支配するアメリカ画壇に反旗を翻したジョン・スチュアート・カリーやトーマス・ハート・ベントンなどの中西部の画家と行動を共にしており、このような解釈の転換を好意的に受け止めた。ウッドはこの時期、「私が思いついた良いアイデアは全て、牛の乳搾りをしているときに思いついたものだ」と述べている。ウッドは、農夫とその娘を「苦難を乗り越えた人」として描き、田舎のコミュニティの強さに敬意を表し、経済が大きく動揺する時代に安心を与えることを意図していた。

## パロディ化

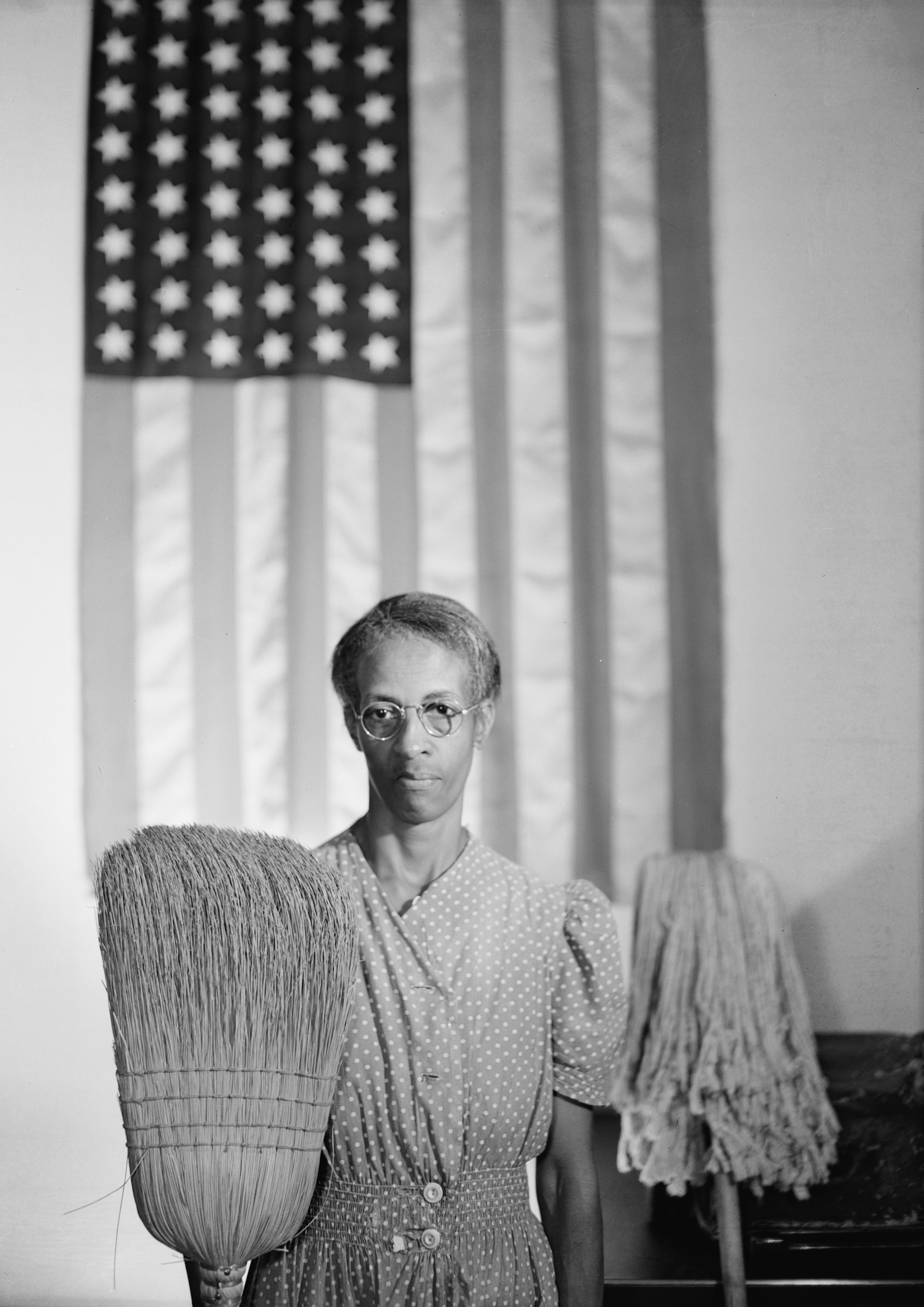
ゴードン・パークス『アメリカン・ゴシック』

世界恐慌時代、写真家のゴードン・パークスは、この絵をパロディ化して、星条旗の前で掃除婦のエラ・ワトソンが箒を持って立っている写真『アメリカン・ゴシック』を撮影した。これがこの絵画の最初のパロディ化であり、『ザ・ミュージックマン』などのミュージカル、『ロッキー・ホラー・ショー』や『ナイトミュージアム2』などの映画、『ザ・シンプソンズ』や『スポンジ・ボブ』などのテレビ番組のような大衆文化で頻繁にパロディ化されるようになった。2017年に英国ロイヤル・アカデミー・オブ・アーツ (RA) が発表した「最もパロディ化された芸術作品10選」の中に本作も含まれている。

本作のパロディ
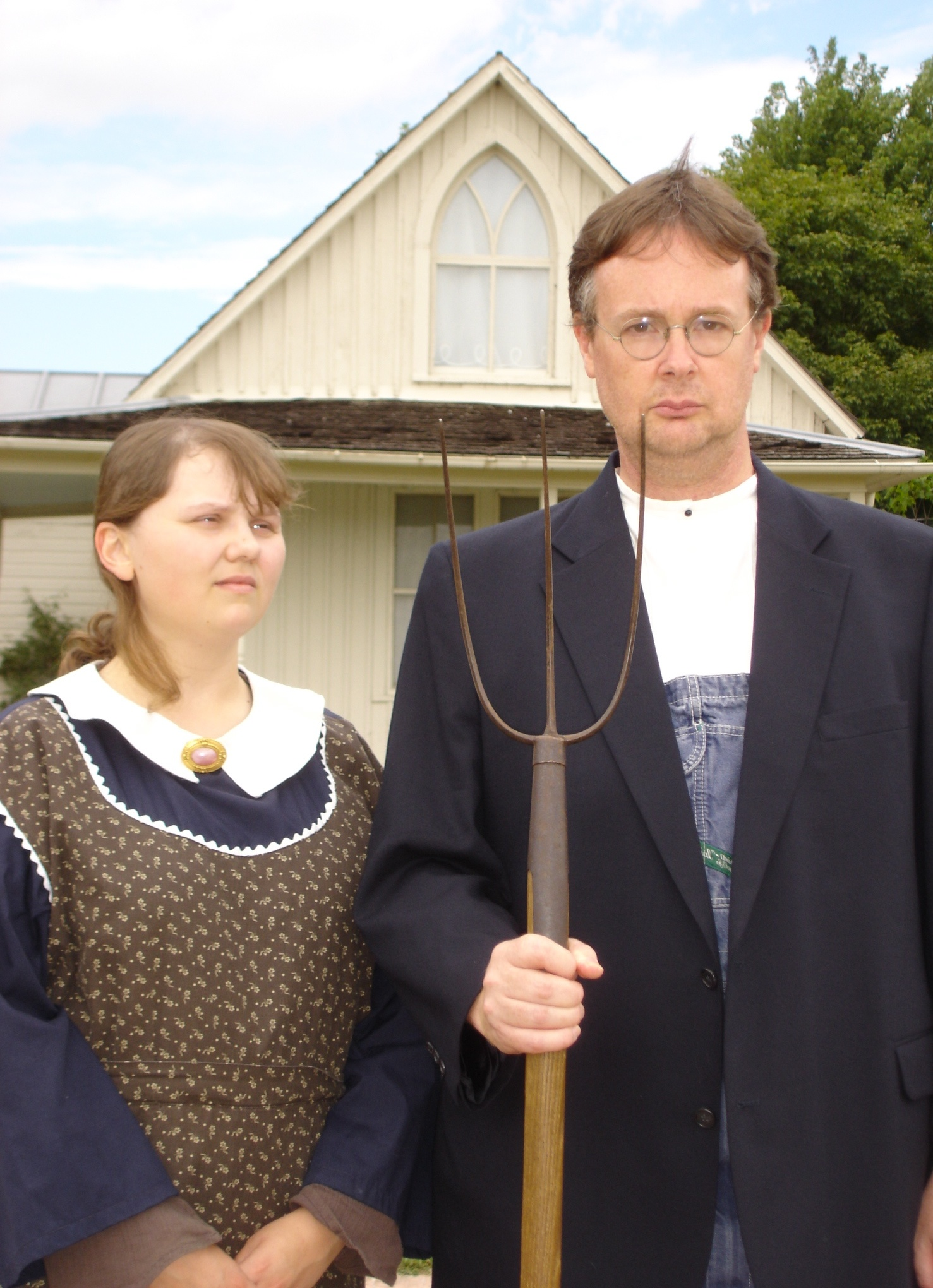
ディブル邸で撮影された写真（1）
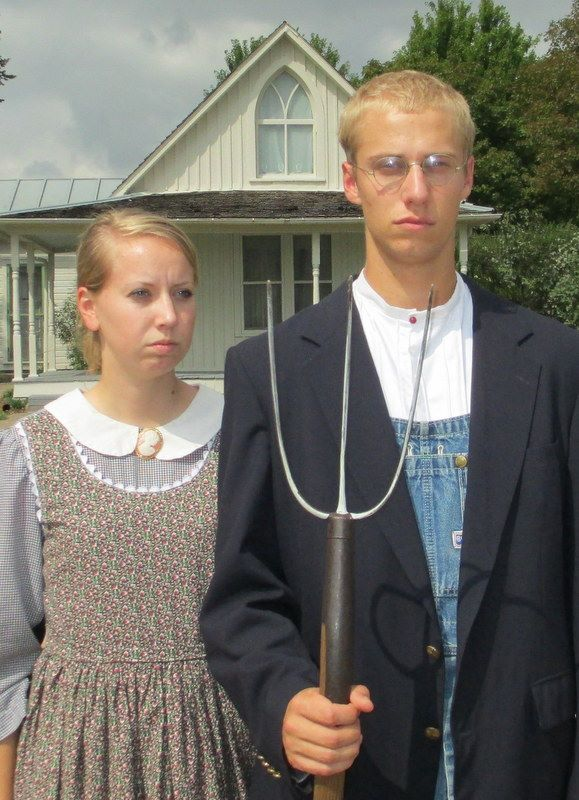
ディブル邸で撮影された写真（2）
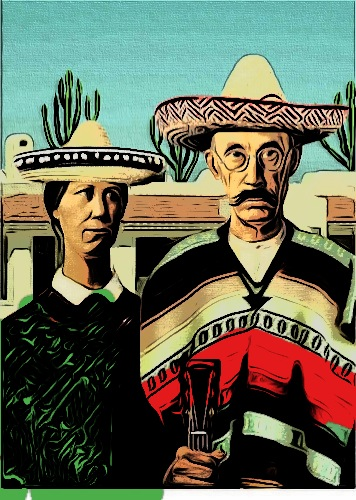
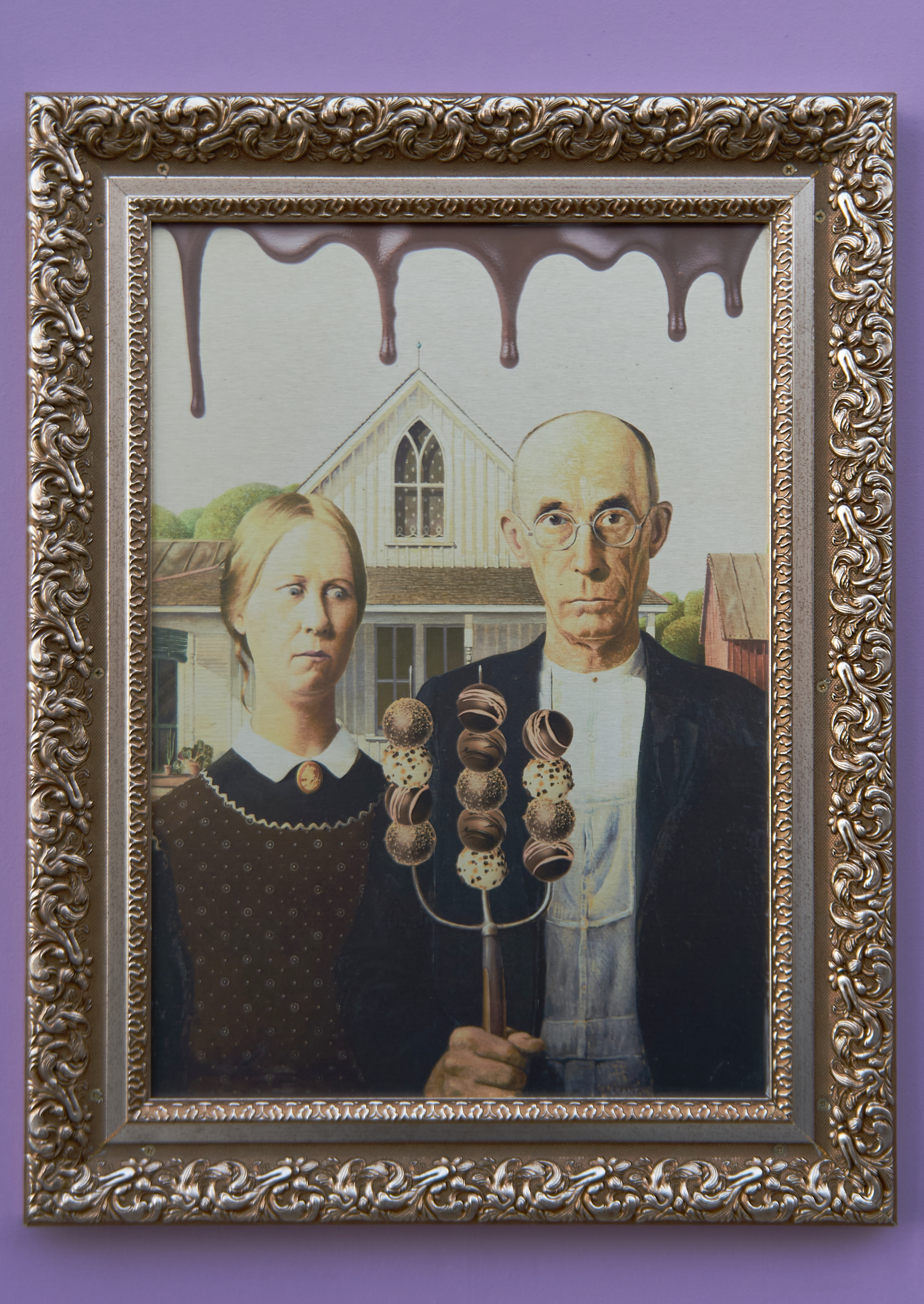

### 情報源
- Garwood, Darrell (1944). Artist in Iowa: A Life of Grant Wood. New York: W. W. Norton & Company. OCLC 518305
- Hoving, Thomas (2005). American Gothic: The Biography of Grant Wood's American Masterpiece. New York: Chamberlain Bros. ISBN 978-1-59609-148-1
- Girod, André (2014) (フランス語). American Gothic: une mosaïque de personnalités américaines. Paris: L'Harmattan. ISBN 978-2-343-04037-0